# Hajar fornicatus
Hajar fornicatus är en insektsart som beskrevs av George Willis Kirkaldy 1905. Hajar fornicatus ingår i släktet Hajar och familjen Ricaniidae. Inga underarter finns listade i Catalogue of Life.